# Салон Китти

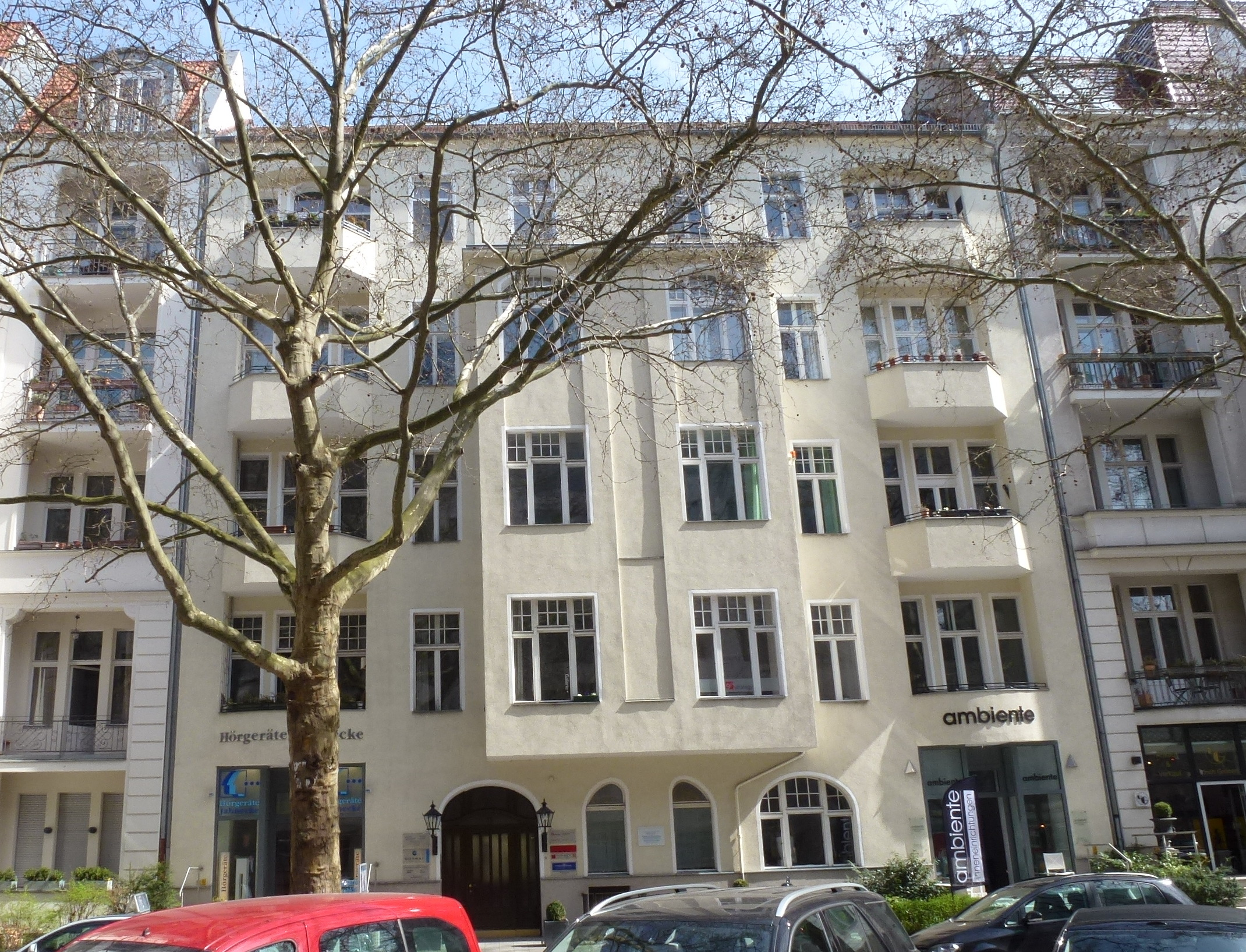
Гизебрехтштрассе, 11, где до 1942 года располагался бордель «Салон Китти»

«Салон Китти» (нем. Salon Kitty) — элитный публичный дом в Берлине, использовавшийся германскими спецслужбами для шпионажа во время Второй мировой войны.
Созданный в начале 1930-х годов, в 1939 году салон был взят под полный контроль главой Главного управления имперской безопасности Рейнхардом Гейдрихом и его подчинённым Вальтером Шелленбергом, при этом управляющей борделем на протяжении всего времени его существования оставалась его прежняя владелица Китти Шмидт. Целью немецких спецслужб было получение ценных сведений от посетителей борделя, основными клиентами которого являлись немецкие сановники, иностранные гости и дипломаты, зачастую под влиянием алкоголя и женского внимания выдававшие информацию ограниченного распространения.
Среди известных гостей борделя были сам Гейдрих, Йозеф «Зепп» Дитрих, Галеаццо Чиано и Йозеф Геббельс. Здание, в котором находился салон, было разрушено в результате воздушного налёта в 1942 году, и проект быстро потерял своё значение. В кино о шпионаже и контрразведке в гитлеровской Германии нередко показывают «Салон Китти» или вымышленные заведения, образ которых вдохновлён им.

## История
Открытый в начале 1930-х годов, «Салон Китти», располагавшийся на третьем этаже дома № 11 по Гизебрехтштрассе в богатом берлинском районе Шарлоттенбург, был обустроен по высочайшему стандарту и быстро получил славу высококлассного борделя. Обычно клиентура борделя включала немецких сановников, иностранных дипломатов, ведущих промышленников, высокопоставленных государственных служащих и высокопоставленных членов нацистской партии. Управляющей борделем была Катарина Цаммит, более известная как Китти Шмидт.
Шмидт тайно переправляла деньги в британские банки вместе с беженцами, покидавшими страну, с тех пор, как нацисты пришли к власти в Германии в январе 1933 года. Однако когда она сама в конце концов попыталась покинуть страну 28 июня 1939 года, агенты службы безопасности арестовали её на границе с Нидерландами и отвезли в штаб-квартиру гестапо. Допросом Китти занимался лично помощник Гейдриха Вальтер Шелленберг, который в то время работал в отделе контрразведки службы безопасности. Китти было предъявлено обвинение в контрабанде и подделке документов; Шелленберг предложил Шмидт выбор: сотрудничать с нацистами или отправиться в концлагерь. Шмидт согласилась сотрудничать с властями.

### Шпионаж в «Салоне Китти»
Идея использовать «Салон Китти» в шпионских целях принадлежала Рейнхарду Гейдриху — генералу СС и главе полиции Нацистской Германии. Однако вместо того, чтобы просто внедрить туда своих людей, Шелленберг с подачи Гейдриха полностью взял под свой контроль бордель; при этом Китти Шмидт по прежнему оставалась управляющей салона. Часть апартаментов салона была отремонтирована и переоборудована по последней моде, а также там были установлены камеры и подслушивающие устройства. В подвале здания была оборудована комната, где пять операторов круглосуточно документировали происходящее в этих комнатах.
20 новых девушек были отобраны и обучены для работы в шпионских номерах унтерштурмфюрером Карлом Шварцем. В циркуляре, носившем статус «совершенно секретно», Шелленберг попросил административные офисы в Берлине о помощи; согласно требованиям Шелленберга, «разыскивались женщины и девочки, умные, многоязычные, националистически настроенные и, более того, помешанные на мужчинах». Поиск девушек занял семь дней, после чего они были направлены в орденбург (офицерскую академию) в Зонтхофене, где на протяжении двух месяцев девушек обучали языкам, использованию кодов, распознаванию военной формы и способам вытягивания информации. Все девушки имели свои умения и навыки и были обучены удовлетворять самых взыскательных клиентов. Помимо отобранных женщин, высокопоставленных клиентов обслуживали уважаемые дамы высшего общества Берлина, зачастую бывшие замужем за богатыми и влиятельными мужчинами; таким образом дамы выражали свои уважение и любовь к родине. Позднее в своей книге Шелленберг писал: «Женщин в салон подбирал Артур Небе, начальник уголовной полиции, ранее в течение многих лет работавший детективом по обнаружению тайных притонов. Из крупнейших городов Европы он завербовал самых высококвалифицированных и образованных дам полусвета, и я с большим сожалением должен констатировать, что довольно большое количество женщин из высших кругов германского общества также более чем охотно изъявили желание служить своей родине подобным образом». Обновлённый бордель открыл свои двери к марту 1940 года. Бордель продолжал принимать своих обычных клиентов, которых обслуживали девушки, работавшие у Китти до захвата нацистами. Для высокопоставленных клиентов существовал альбом с фотографиями тех 20 девушек; альбом предоставлялся только тем клиентам, кто на входе называл пароль «Я прибыл из Ротенбурга». После выбора девушки клиент ждал около 10 минут, когда она прибудет, при этом получая шампанское и другие прохладительные напитки, чтобы скрасить ожидание.
За первый год работы бордель посетило около десяти тысяч мужчин и было сделано около трёх тысяч записей визитов. Наиболее частым гостем был зять Бенито Муссолини Галеаццо Чиано, нелицеприятно отзывавшийся о Гитлере. Наиболее политически значимым для нацистов оказался визит испанского дипломата Рамона Серрано Суньера, посетившего «Салон Китти» по приглашению Риббентропа; Серрано поведал о планах Испании захватить Гибралтар, на который у Германии были свои виды. Другим известным посетителем стал генерал СС Зепп Дитрих, который пожелал, чтобы все 20 девушек устроили оргию на всю ночь, однако он не раскрыл никаких секретов. Министр пропаганды Йозеф Геббельс также был отмечен как клиент: ему нравились «лесбийские показы», несмотря на то, что однополая любовь не просто порицалась в немецком обществе, но и была уголовно наказуема. Сам Гейдрих также провёл несколько «инспекционных поездок», хотя в этих случаях микрофоны были отключены.
Зимой 1940 года у службы безопасности случился прокол: британский агент Роджер Уилсон под именем пресс-секретаря румынского посла «Любо Колчева» проник в бордель; он снял обычную девушку Китти, обнаружил провода в стене и смог подключиться к ним. Таким образом Великобритании удалось получить некоторую информацию из разговоров, происходивших в номерах борделя.

### Авианалёт и закрытие
По мере того, как продолжалась война, количество клиентов салона сокращалось. В июле 1942 года союзники совершили авианалёт на Берлин, разрушивший верхний этаж здания, в котором находился «Салон Китти». Китти восстановила бордель на первом этаже того же здания, однако нацисты уже не интересовались им: Китти было позволено работать и дальше при условии, что она будет молчать о происходившем в борделе ранее; в противном случае Шмидт пообещали, что «она не увидит конца войны».
Китти Шмидт хранила молчание даже после войны; она умерла в 1954 году в возрасте 71 года. Число записей гестапо из борделя, по оценкам Штази, составляет около 25 000. Практически все записи позднее были потеряны или уничтожены, поскольку в послевоенное время они не представляли никакого интереса. Согласно статье 2005 года в Die Tageszeitung, бордель продолжал существовать и после Второй мировой войны под управлением сына и дочери Шмидт. В 1990-х годах он был превращён в дом для нуждающихся, который вскоре был закрыт из-за протестов местных жителей.

## В культуре
История о том, что происходило в «Салоне Китти», впервые появилась в мемуарах Вальтера Шелленберга, опубликованных в Германии в 1956 году под названием «Лабиринт». Позднее Питер Норден расширил историю в своей книге «Мадам Китти» 1973 года; эта книга стала основой для весьма спорного фильма 1976 года «Салон Китти», снятого Тинто Брассом, в главных ролях в котором снялись Хельмут Бергер в роли Вальтера Шелленберга (переименованного в Гельмута Валленберга) и Ингрид Тулин в роли Китти Шмидт (переименованной в Китти Келлерманн).
Концепция борделя, используемого гестапо для поиска предателей нацистского режима, воспроизводилась в различных европейских фильмах о нацистской Германии. Так, в 1981 году ВВС выпустила комедийную драму «Рядовой Шульц» о немецком мошеннике, не желавшем вступать в ряды СС. В первом эпизоде Шульц получает работу в подвале борделя, где должен документировать разговоры, записанные скрытыми микрофонами в номерах.